# Episodi di Nina (terza stagione)
La terza stagione della serie televisiva Nina, composta da 10 episodi, è stata trasmessa in Francia su France 2 dal 18 ottobre al 16 novembre 2017.
In Italia la stagione è stata trasmessa in prima visione da Fox Life, canale a pagamento della piattaforma satellitare Sky, dal 3 al 31 ottobre 2017.
| n° | Titolo originale        | Titolo italiano       | Prima TV Francia | Prima TV Italia |
| -- | ----------------------- | --------------------- | ---------------- | --------------- |
| 1  | Mauvaises ondes         | Onde pericolose       | 18 ottobre 2017  | 3 ottobre 2017  |
| 2  | Un dernier verre        | Un ultimo bicchiere   | 18 ottobre 2017  | 3 ottobre 2017  |
| 3  | Forts comme la vie      | Forti come la vita    | 25 ottobre 2017  | 10 ottobre 2017 |
| 4  | Une étrange absence     | Una strana assenza    | 25 ottobre 2017  | 10 ottobre 2017 |
| 5  | Love Song               | Canzone d'amore       | 1º novembre 2017 | 17 ottobre 2017 |
| 6  | La vie devant eux       | La verità nascosta    | 1º novembre 2017 | 17 ottobre 2017 |
| 7  | Retour de flammes       | Ritorno di fiamma     | 8 novembre 2017  | 24 ottobre 2017 |
| 8  | Résonances              | Risonanze             | 8 novembre 2017  | 24 ottobre 2017 |
| 9  | Celui qui n'a jamais... | Avere fiducia         | 15 novembre 2017 | 31 ottobre 2017 |
| 10 | Un vol sans retour      | Un volo senza ritorno | 15 novembre 2017 | 31 ottobre 2017 |